# Cornucopia (Oregon)
Cornucopia az Amerikai Egyesült Államok északnyugati részén, Oregon állam Baker megyéjében, az Oregon Route 66 mentén elhelyezkedő kísértetváros.

## Története
1884-ben Lon Simmons Oregon keleti határán aranyat talált. 1885-ben legalább ötszáz bányász élt a majdani Cornucopiában (jelentése bőségszaru). Az Oregon Daily Journal 1902-es cikke szerint itt volt a régió, vagy akár az ország legnagyobb érckészlete; ekkor 700 bányász dolgozott itt, ezzel ez volt az USA hatodik legnagyobb bányaüzeme. Az elavult felszerelés és a lovas fuvarozás a kitermelést akadályozta. A bányavállalatok több mint negyvenezer dolláros tartozást halmoztak fel; ennek 1905-ös kifizetéséig a kitermelés akadozott.
Az 1915. novemberi és 1921. végi aranyláz hozzájárult a további növekedéshez. 1922-re a vasút kiépülése, valamint a műszaki fejlődés (elektromosság, sűrített levegős fúrók) hozzájárultak egy nagyobb feldolgozó megépüléséhez, amely az arany kinyeréséhez vegyészeti megoldásokat alkalmazott.
A tőzsde 1929-es összeomlásával a bányászatot is felfüggesztették, a népességszám 1930-ra pedig tíz főre csökkent. 1934-ben a kitermelés újraindult, 1939-re pedig az itteni bányákból származott az oregoni arany kétharmada. 1940-ben már 352-en éltek itt, és itt volt az ország hetedik legnagyobb bányaüzeme. 1942-ben Franklin D. Roosevelt elrendelte az aranybányák bezárását, hogy helyette a háborúhoz szükséges fémeket állítsanak elő.

### Kultúra
Az elszigeteltség miatt a lakosok a maguk szórakoztatására megtanultak hegedűn, zongorán és dobon játszani. A bányászok a hét minden napján tíz, a malomipari munkások pedig tizenkét órát dolgoztak, ezért az ünnepnapok (főleg a karácsony és a július negyedike) nagyon fontosak voltak. A munka ünnepén versenyeket (például kötélhúzás) is rendeztek.

## Éghajlat
| Hónap                                   | Jan. | Feb. | Már. | Ápr. | Máj. | Jún. | Júl. | Aug. | Szep. | Okt. | Nov. | Dec. | Év   |
| --------------------------------------- | ---- | ---- | ---- | ---- | ---- | ---- | ---- | ---- | ----- | ---- | ---- | ---- | ---- |
| Átl. csapadékmennyiség (mm)             | 171  | 136  | 115  | 81   | 67   | 58   | 17   | 23   | 40    | 73   | 151  | 166  | 1098 |
| Forrás: Western Regional Climate Center |      |      |      |      |      |      |      |      |       |      |      |      |      |

## Turizmus
A halálesetek miatt a település egyre népszerűbbé vált. A Cornucopia fogadó 2008-ban nyílt meg.

## Fordítás
- Ez a szócikk részben vagy egészben  a   Cornucopia, Oregon című angol Wikipédia-szócikk ezen változatának fordításán alapul.  Az eredeti cikk szerkesztőit annak laptörténete sorolja fel. Ez a jelzés csupán a megfogalmazás eredetét és a szerzői jogokat jelzi, nem szolgál a cikkben szereplő információk forrásmegjelöléseként.